# Laura Herrera
Laura Herrera Boxo (Santa Cruz de Tenerife, 11 de julio de 1989) es una jugadora de baloncesto española. Actualmente juega como pívot en el Ciudad de La Laguna. Es internacional con la selección española, además de haberlo sido en categorías inferiores.

## Trayectoria
- Cat. Inferiores La Salle San Ildefonso (España)
- 2003-05  Cat. Inferiores Uni Chapatal
- 2005-07  CB Isla Tenerife Junior y LF2
- 2007-10  CB Estudiantes Liga Femenina (2007-2008 en Liga Femenina 2)
- 2010-11  Rivas Ecópolis. Liga Femenina
- 2011-12  Jopisa Ciudad de Burgos. Liga Femenina
- 2012-13  Obenasa Navarra. Liga Femenina
- 2013-15  Mann-Filter. Liga Femenina
- 2015-16  Club Baloncesto Bembibre. Liga Femenina
- 2016-18  Campus Promete. Liga Femenina
- 2018-2019      Club Baloncesto Bembibre. Liga Femenina
- 2019-  Club Baloncesto Ciudad de los Adelantados Clarinos. Liga Femenina

## Palmarés

### Clubes
- Rivas Ecópolis: Copa de la reina:  2011

### Selección española
- Europeo U16 2004 ( Italia)
- Europeo U16 2005 ( Polonia)
- Europeo U18 2006 ( España)
- Europeo U18 2007 ( Serbia)
- Europeo U20 2009 ( Polonia)
- Eurobasket 2015 ( Hungría– Rumania)